# Opinicon Lake
Opinicon Lake är en sjö i Kanada.   Den ligger i countyt United Counties of Leeds and Grenville och provinsen Ontario, i den sydöstra delen av landet, 110 km sydväst om huvudstaden Ottawa. Opinicon Lake ligger 117 meter över havet. Arean är 8,4 kvadratkilometer. Den sträcker sig 6,9 kilometer i nord-sydlig riktning, och 6,5 kilometer i öst-västlig riktning.
I omgivningarna runt Opinicon Lake växer i huvudsak blandskog. Runt Opinicon Lake är det glesbefolkat, med 9 invånare per kvadratkilometer.